# Francesca d'Amboise
Francesca d'Amboise o Françoise (Thouars, 29 de maig de 1427 - Nantes, 4 de novembre de 1485) va ser una religiosa francesa, fundadora de les Monges Carmelites. Va ser muller del duc Pere II de Bretanya. Proclamada beata, és venerada per l'Església catòlica.

## Vida
Va néixer al castell de Thouars, filla de Louis d'Amboise, príncep de Talmont i vescomte de Thouars, i de Louise-Marie de Rieux. La seva mare, durant una guerra, va marxar amb ella i es van refugiar a la cort del ducat de Bretanya, a Vannes. Allí, amb quatre anys, va ser promesa com a esposa al segon fill del duc Joan V de Bretanya, Pere, confiant la seva educació a la seva futura sogra Joana de Valois, germana del rei Carles VII de França. Es va distingir per la seva pietat i la disposició a fer almoines. Quan va fer quinze anys es va casar, en 1442.
La unió no va ser ditxosa, ja que el marit se'n despreocupava i maltractava la seva esposa, fins que la tendresa d'ella va guanyar el seu cor i el va fer canviar. Llavors va començar a ajudar-la en les seves obres de caritat i feia penitència per la seva vida dissoluta anterior.
Pere, després que el seu germà morís sobtadament, va governar Bretanya des del 1450, essent coronat amb Francesca a la catedral de Rennes. La influència de la duquessa es va notar i va intervenir, no sempre amb èxit, intentant posar fi a conflictes interns i familiars. Va quedar vídua en 1457, sense haver tingut cap fill, i no va voler contraure un segon matrimoni; al contrari, va voler abraçar la vida religiosa. Mentre havia estat duquessa, havia contribuït a fundar un convent de clarisses a Nantes. També va beneficiar els dominics i va contribuir al procés de canonització de Vicent Ferrer.
Va entrar en contacte amb el prior general de l'Orde del Carmel, el beat Jean Soreth, que en 1452 havia establert la primera comunitat de monges carmelites a Lieja. Francesca va posar a la seva disposició tots els seus béns per tal d'erigir un monestir femení a Bondon, a Vannes. El prior feu venir algunes religioses de Lieja en 1463, que van instal·lar-se al castell ducal mentre s'edificava un convent. El 25 de març de 1468 Francesca d'Amboise hi entrà com a novícia i l'any següent hi feu la seva professió. Va treballar a la infermeria del convent i va ésser-ne elegida priora en 1473.

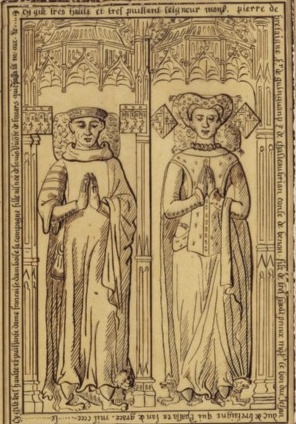
Gravat del s. XIX
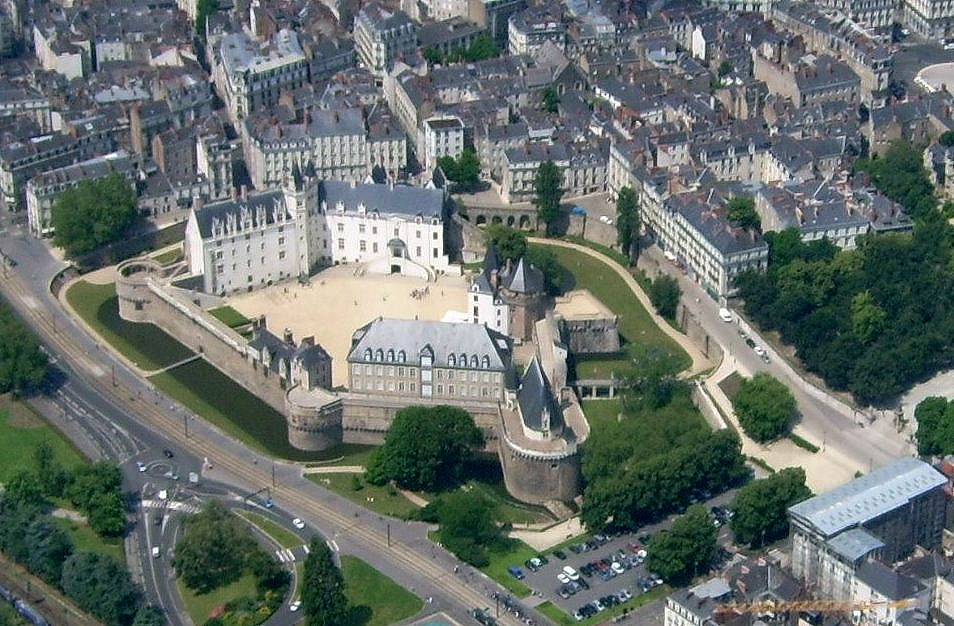
Castell dels Ducs de Bretanya, a Nantes
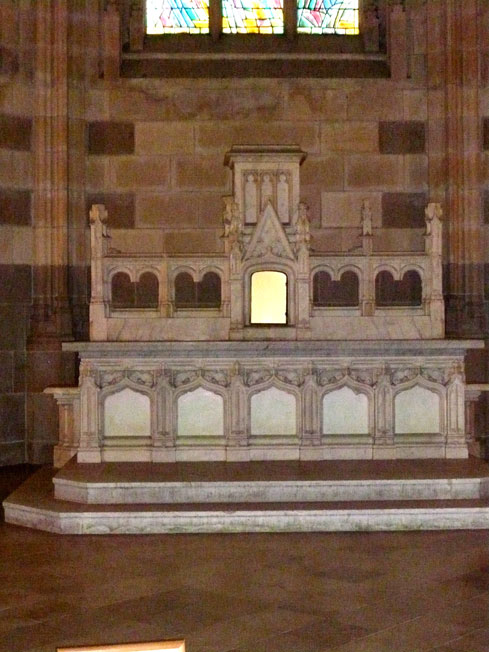
Altar a la Catedral de Nantes, amb les relíquies del cap de la beata

El 1477 va fer obrir un nou monestir a Nantes (Notre-Dame des Couëts) i s'hi traslladà, esdevenint-ne priora. Va introduir un quart vot als seus monestirs, el de la clausura, que Pius V va estendre en 1569 a tots els convents femenis. Per les fundacions que va fer, que van adoptar els estatuts i regla dels carmelites, és considerada com a fundadora de la branca femenina de l'orde, les monges carmelitanes. Va morir al convent de Nantes el 1485 en olor de santedat.
La seva tomba, al monestir de Nantes, va ser profanada durant la Revolució francesa, però les restes van poder ser salvades. Des de la seva mort havia estat venerada com a santa; el culte va ser confirmat per Pius IX el 16 de juliol de 1863, quan la va proclamar beata. La seva festivitat és el 4 de novembre.